# William Turner
Joseph Mallord William Turner (Covent Garden (Londen), 23 april 1775 – Chelsea (Londen), 19 december 1851) was een Engelse romantische kunstschilder, die veel landschappen en vooral marines schilderde.

## Levensloop

### Jeugd
De vader van Turner, ook William, was een pruikenmaker die later kapper werd. Zijn moeder, Mary Marshall, was huisvrouw. Zij werd mentaal gezien in de loop der jaren steeds instabieler, wellicht deels veroorzaakt door het jonge overlijden van het zusje van Turner in 1786. Turners moeder stierf in 1804, inmiddels opgenomen in een krankzinnigengesticht.
Wellicht door deze problemen werd Turner in 1785 naar zijn oom van moederszijde gestuurd, in Brentford, een destijds kleine stad ten westen van Londen aan de oever van de Theems. Daar toonde hij voor het eerst belangstelling voor schilderen. Een jaar later ging hij naar school in Margate in Kent, ten oosten van Londen, in het gebied van het estuarium van de Theems. Tegen die tijd had hij al vele schilderijen gemaakt, die zijn vader in de etalage van zijn zaak exposeerde.
Turner ging al op 14-jarige leeftijd naar de Royal Academy of Arts; de president van de academie zat de commissie voor die hem toeliet. Turner ging van Thomas Hardwick bij Thomas Malton in de leer, die in zijn studio werk maakte van architectuur. Malton noemde hij later zijn 'real master'. Een aquarel van Turner, The Archbishop's Palace, Lambeth, werd geaccepteerd voor de zomertentoonstelling van de academie in 1790, na slechts één jaar studie. Op de academie leerde men slechts tekenen, eerst naar afgietsels van gips, later naar levend model. Schilderen leerde men onder meer door het werk van meesters in de collecties van privéverzamelaars te bestuderen. Turner en zijn collega Thomas Girtin maakten drie jaar lang kopieën in het huis van dokter Thomas Monro, waar hij hen voor betaalde. Voorbeelden voor hem waren Philippe Jaques de Louterbourg en Richard Wilson. Via Monro kwam Turner in contact met John Julius Angerstein en Viscount Malden, die zijn mecenassen werden. Turner exposeerde zijn eerste schilderij in olieverf, Fishermen at Sea, in 1796. Turner werd als schilder van het Britse landschap enorm populair bij het publiek.
Turner wordt over het algemeen gezien als de "schilder van het licht". Hoewel hij vooral bekend is om zijn olieverfschilderijen van zeer grote afmetingen, ziet men hem ook als een van de grondleggers van de Engelse aquarellandschapschilderkunst.

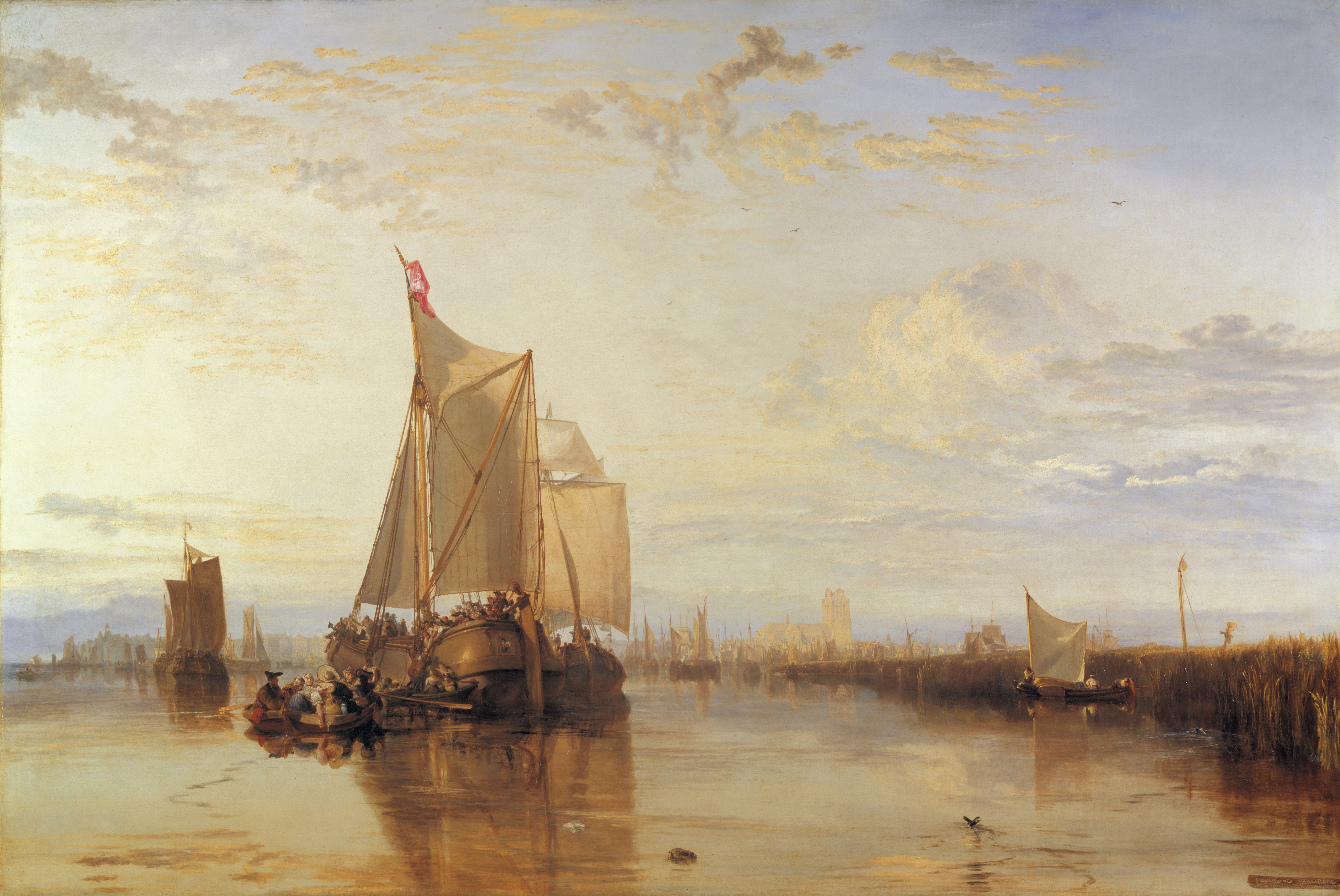
Dort or Dordrecht: The Dort packet-boat from Rotterdam becalmed, 1818, Yale Center for British Art, New Haven

### Reizen
Turner heeft veel door Europa gereisd. Vanaf 1793 was Groot-Brittannië afgesloten van het continent door de oorlog met Frankrijk en daarom was het in de jaren negentig mode door Brittannië zelf reizen te maken. Turner reisde in 1795 rond door Zuid-Wales en in 1797 door Noord-Engeland. In 1798 en 1799 reisde hij door Noord-Wales. In 1799 werd hij verkozen tot 'associate' van de Royal Academy en hij verhuisde nu naar Harley Street 64. Hij opende er in 1804 bij wijze van spreken om de hoek een galerie in de Queen Anne Street, waar hij zijn eigen werk tentoonstelde. In 1802 werd hij verkozen tot 'academician'. Hij begon zijn reizen in Frankrijk en Zwitserland in 1802, na de korte Vrede van Amiens (maart 1802-mei 1803) en bezocht in hetzelfde jaar nog het Louvre in Parijs en het atelier van Jacques-Louis David. Hij kwam door zijn buitenlandse reis zowel onder de indruk van het landschap in de Alpen, maar hij zag ook het werk van Nicolas Poussin en Claude Lorrain. Zelfs in 1812 schilderde hij nog een werk, Hannibal trekt over de Alpen. Later bezocht Turner diverse malen Venetië, waarbij hij onder de indruk kwam van het werk van Titiaan en Veronese. In 1807 verscheen het eerste van een serie boeken van Turner, Liber studiorum, geïllustreerd met eigen werk, waarin hij zijn visie op het landschap literair weergaf. In datzelfde jaar werd hij aan de Royal Academy professor voor perspectief. Walter Fawkes werd een belangrijke mecenas van Turner. Van 1808 tot 1825 verbleef Turner bijna ieder jaar een maand bij diens familie in Yorkshire.
In 1817, 1825 en (op doorreis) 1840 bezocht Turner ook Nederland. Hij liet zich inspireren door het werk van Jacob van Ruisdael en Aelbert Cuyp, hetgeen onder andere leidde tot zijn monumentale Dort or Dordrecht: The Dort packet-boat from Rotterdam becalmed uit 1818. Hij ging in 1817 ook naar Waterloo, de plek waar in 1815 Napoleon werd verslagen en schilderde in 1818 The Field of Waterloo. Het was echter geen verheerlijking van heldhaftigheid en oorlogvoering. Op het schilderij zoeken de vrouwen bij toortslicht naar de lichamen van hun overleden mannen. Het werd tijdens de jaarlijkse tentoonstelling van de Royal Academy zonder enthousiasme ontvangen en was tot de jaren tachtig van de 20e eeuw niet in het openbaar te zien.
In 1819/20 en 1828/29 bezocht Turner Italië. De eerste reis duurde zes maanden. Hij reisde door Frankrijk en Zwitserland naar Italië en hij bezocht onder meer Venetië, Rome, Tivoli, Napels, Pompeï, Paestum, Herculaneum, Baiae en Florence. In Rome werd hij door Antonio Canova voorgedragen als erelid van de Romeinse Academie van Sint Lucas. Terug in Londen schilderde hij in 1820 Rome from the Vatican. Raffaelle, accompanied by La Fornarina, Preparing his Pictures for the Decoration of the Loggia (177 bij 335,5 cm). Raphaël was net als voor de Franse kunstenaar Jean-Auguste-Dominique Ingres, die van 1806 tot 1820 in Rome werkte, een grote inspiratiebron voor Turner. In 1823 werd The Bay of Baiae with Apollo and the Sibyl geschilderd. In 1830 werd Samuel Rogers' Italy uitgegeven met 25 illustraties van Turner, hetgeen een groot succes was.
In 1821 reisde hij naar Parijs, Rouen en Dieppe om materiaal te verzamelen voor gravures voor de omgeving van de Seine.
In 1824 bereisde hij de Maas een eerste keer.
Vanaf 1827 kwam hij regelmatig in Petworth House in West Sussex van George O'Brien Wyndham, 3rd Earl of Egremont. Tijdens zijn tweede reis door Italië schilderde Turner voor Egremont de stad Palestrina. In Rome verbleef hij bij zijn vriend Charles Eastlake, die er sinds 1816 woonde. Hij schilderde er in drie maanden drie schilderijen, waaronder Regulus, een Romeinse held uit de strijd tussen Rome en Carthago. In december 1828 exposeerde hij het werk, maar de tentoonstelling werd slecht ontvangen.
In 1829 en 1832 reisde Turner naar Parijs en tijdens een van die excursies bezocht hij de studio van Eugène Delacroix, die niet onder de indruk was van zijn gedrag en verschijning.
In 1839 reisde hij naar België, Luxemburg en Duitsland, over de Maas, Moezel en Rijn. Dit leverde een schat aan gouaches op, gemaakt op blauw papier.
Zijn laatste reis naar Venetië was in 1840. De thuisreis ging via Oostenrijk en Duitsland over de Donau en Main. Hij verbleef in Regensburg om het Walhalla van Leo von Klenze in opdracht van koning Lodewijk I van Beieren te schetsen en in Coburg, de stad van prins Albert van Saksen-Coburg en Gotha, sinds 1840 de gemaal van koningin Victoria. Daarna schilderde hij in 1841 Schloss Rosenau en in 1842/43 The Opening of the Walhalla. Het laatstgenoemde schilderij werd in 1845 voor het Congres van Europese Kunst in München ingezonden, maar het werd teruggestuurd, omdat het als een satire werd opgevat. Van 1841-1844 reisde Turner jaarlijks naar Zwitserland. In 1845 maakte hij zijn laatste Europese reis, naar Dieppe en de kust van Picardië.

### Latere jaren
De latere werken van Turner vertonen steeds meer een aquarelachtige vervloeiing van de vormen, waarbij voorwerpen bijna geheel versmelten met het licht. Ze werden door het publiek echter minder goed begrepen dan zijn eerdere landschapsschilderijen. Door deze werken wordt Turner echter wel vaak gezien als een 'voorloper' van de Franse schilderstroming het impressionisme, hoewel er aanzienlijke stijlverschillen bestaan. Daarenboven is de term 'voorloper' overigens betrekkelijk, gezien het feit dat de impressionisten Turner pas leerden kennen in 1871, toen Monet en Pissarro in Londen verbleven. De kiem voor de Franse schilderstroming was toen al ruimschoots gelegd.

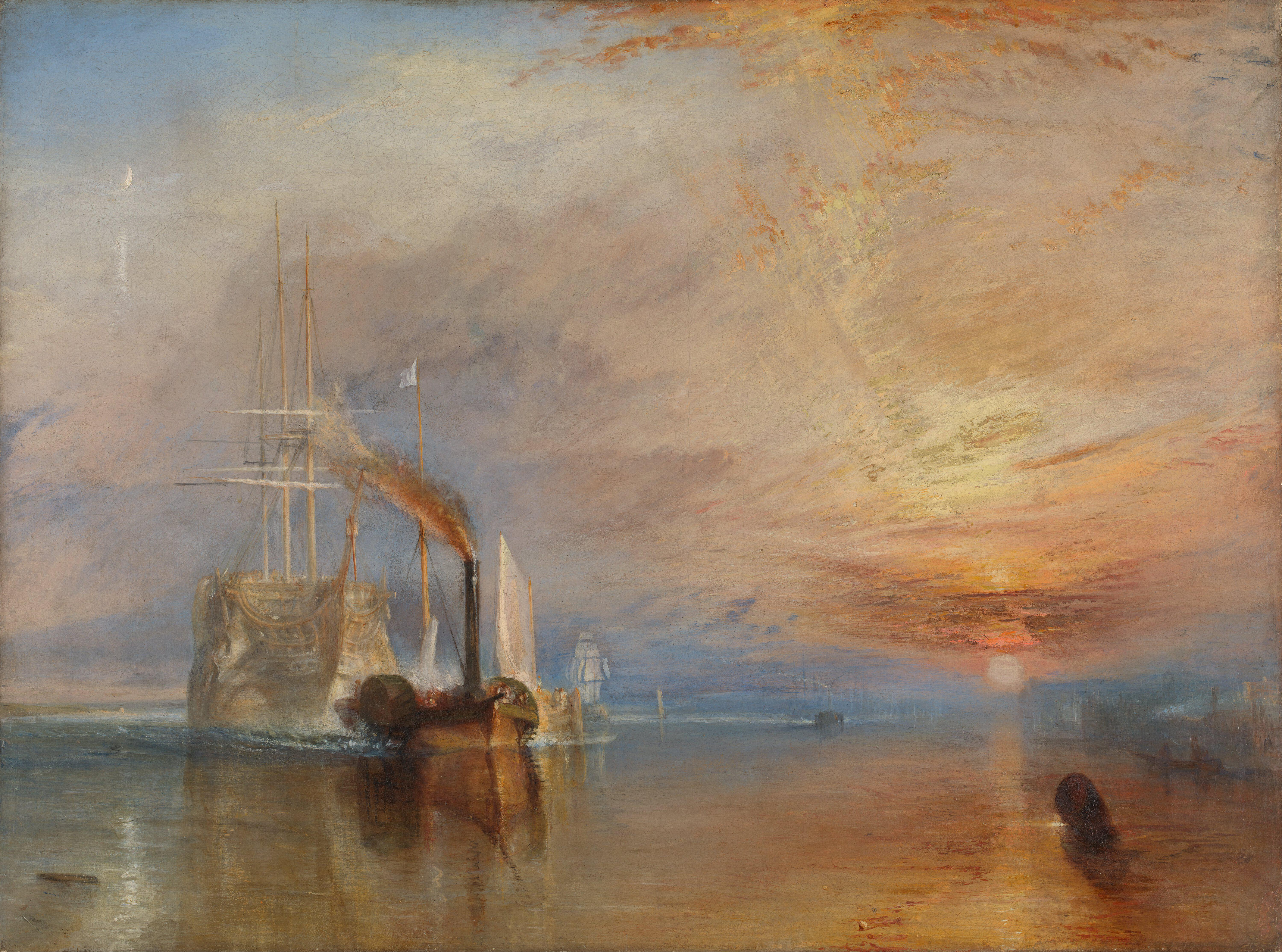
The Fighting Temeraire, 1839, National Gallery, Londen

Een van de beroemdste schilderijen is de The Fighting "Temeraire" tugged to her Last Berth to be Broken Up, geschilderd in 1839. Dit doek hangt in de National Gallery in Londen. Het laat de laatste reis zien van dit oorlogsschip met 98 kanonnen dat onder Nelson in de Zeeslag bij Trafalgar in 1805 een grote rol had gespeeld. Het schip wordt op het schilderij gesleept door een stoomschip, waarmee Turner de teloorgang lijkt uit te drukken van de Britse zeemacht aan de moderne techniek. Niettemin schilderde Turner vaak en graag moderne schepen en treinen. De symboliek van het schip dat wegvaart van de zonsondergang versterkt de uitdrukking van verlies. De kleuren van de zon zijn met grove streken geschilderd, maar het tuig van het schip is juist uitermate nauwkeurig in beeld gebracht.
Na het lezen van het in 1840 in het Engels vertaalde boek over kleurenleer van Goethe bracht Turner de levensprocessen in verbinding met kleuren. Deze theorie over de versmelting van kleur leidde tot bijna abstracte werken van grote afmetingen, zoals het werk Regen, stoom en snelheid (91×122 cm), waarin vanuit vage verten met regenslierten en storm een kleine stoomlocomotief met een sliert wagens op de kijker afrijdt.

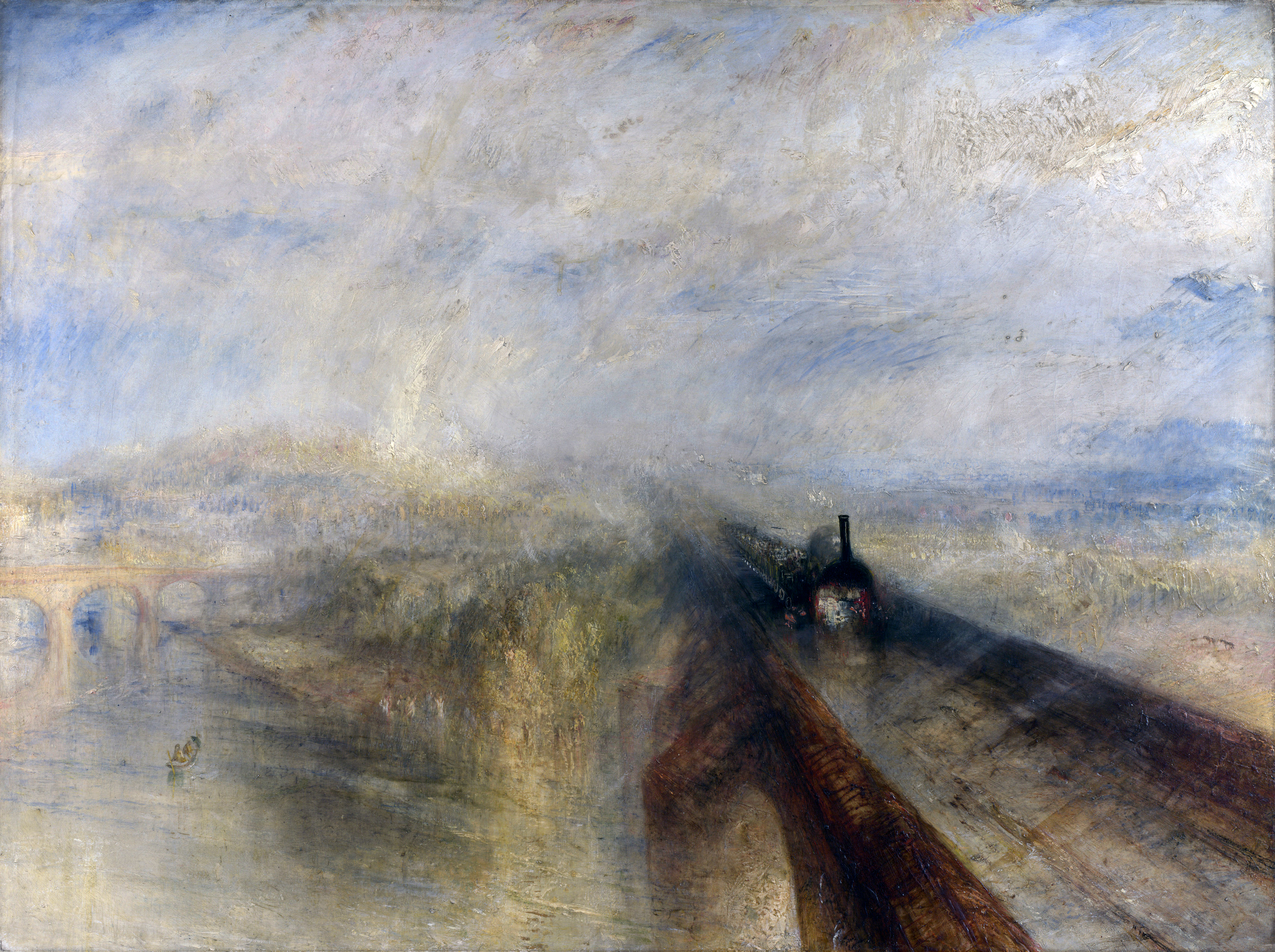
Rain, Steam and Speed - The Great Western Railway, 1844, National Gallery, Londen

Turner trouwde nooit, hoewel hij tot ongeveer 1813 een maîtresse had, Sarah Danby, bij wie hij twee dochters verwekte, Evelina en Georgiana. In 1839 veranderde hij zijn testament, zodat zijn dochters niets kregen. Vanaf de jaren dertig van de 19e eeuw was de weduwe Sophia Booth onofficieel zijn vrouw.
Op latere leeftijd werd Turner excentriek. Hij had weinig vrienden, behalve dan zijn vader, die 30 jaar lang bij hem woonde en hem ten slotte als assistent bijstond in zijn atelier. Turners vader overleed in 1829, waarop Turner regelmatig depressieve aanvallen had. Critici waren onder meer John Eagles en Sir George Beaumont. Vanaf 1836 werd hij moreel bijgestaan door John Ruskin, die toen zeventien jaar oud was en tot een belangrijke kunstcriticus zou uitgroeien. Ze ontmoetten elkaar voor het eerst in 1840. In 1843 publiceerde Ruskin Modern Painters, waarin hij Turner enthousiast verdedigde en in zeventien jaar zou het invloedrijke boek vijf delen gaan tellen. In 1846 verhuisde Turner van Queen Anne Street in Londen naar een klein huis in Davis Place 6 in Chelsea, bij Londen. Turner overleed in 1851 in zijn huis in Cheyne Walk, Chelsea. Op zijn verzoek werd hij begraven in St Paul's Cathedral, waar hij naast Sir Joshua Reynolds ligt.
Turner liet een groot fortuin na, dat hij bestemd had om "decaying artists" te ondersteunen. Zijn collectie schilderijen verviel aan de Britse overheid en hij wilde dat er een speciale galerij zou worden gebouwd om deze op te hangen. Dit kwam er echter niet van, vanwege een ruzie tussen zijn erfgenamen over de rechtsgeldigheid van zijn testament. Twintig jaar na zijn dood werden de schilderijen overgedragen aan het British Museum. Deze collectie, die bestaat uit 300 olieverfschilderijen en rond 30,000 schetsen en aquarellen, waaronder 300 schetsboeken, bevindt zich momenteel in de Tate Gallery in Londen.

## Galerij

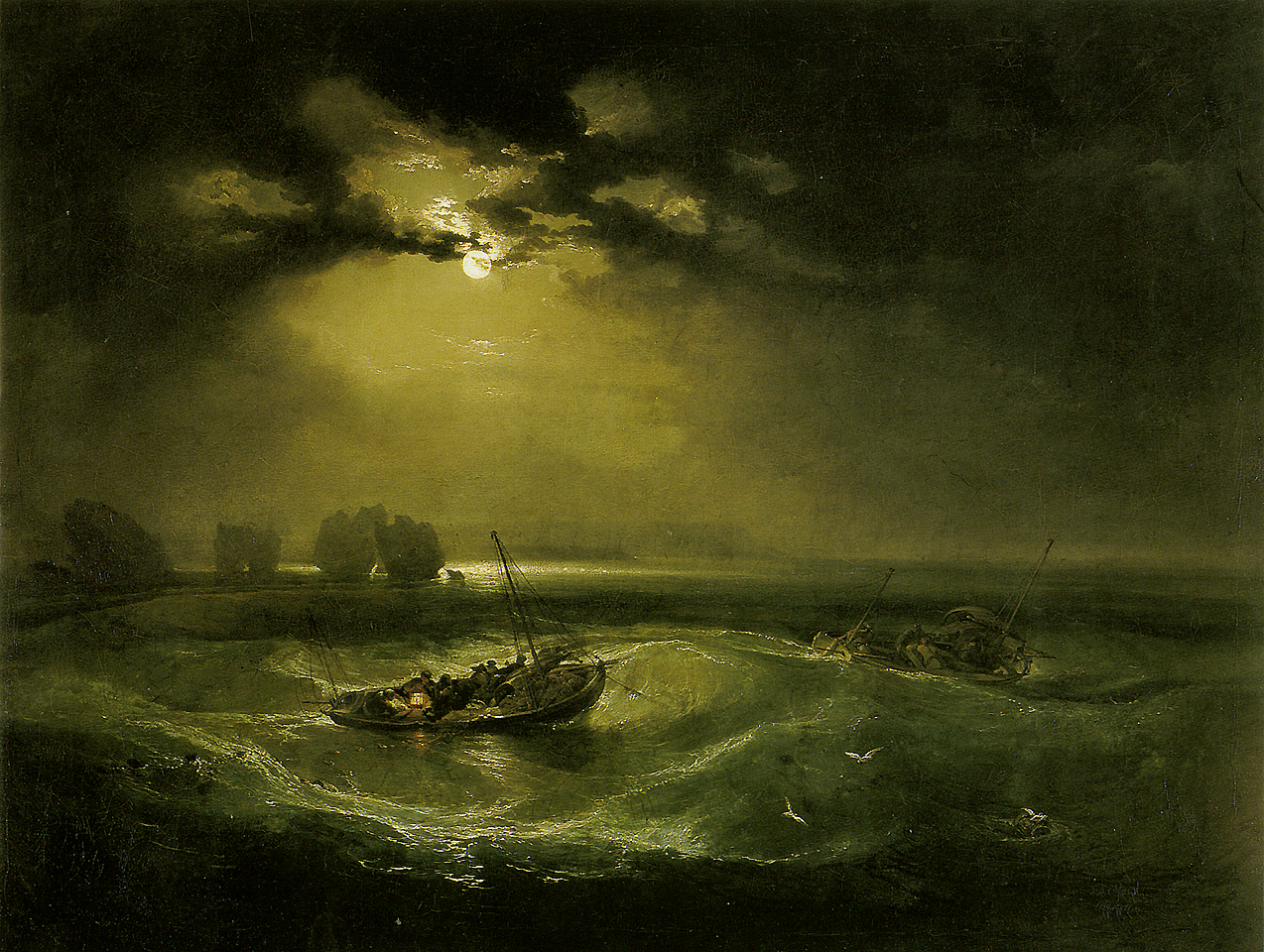
Fishermen at Sea, 1796, het eerste schilderij dat Turner tentoonstelde
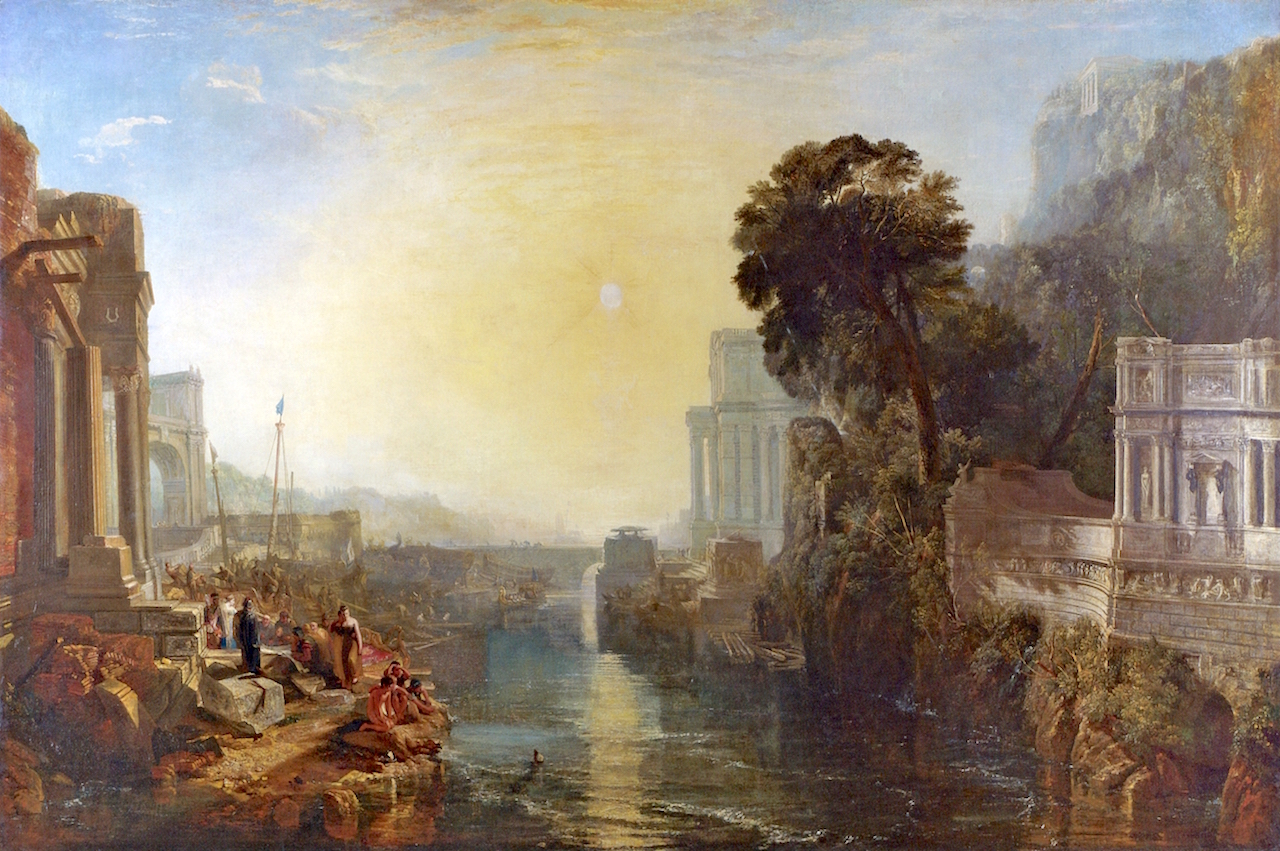
Dido Building Carthage, 1815
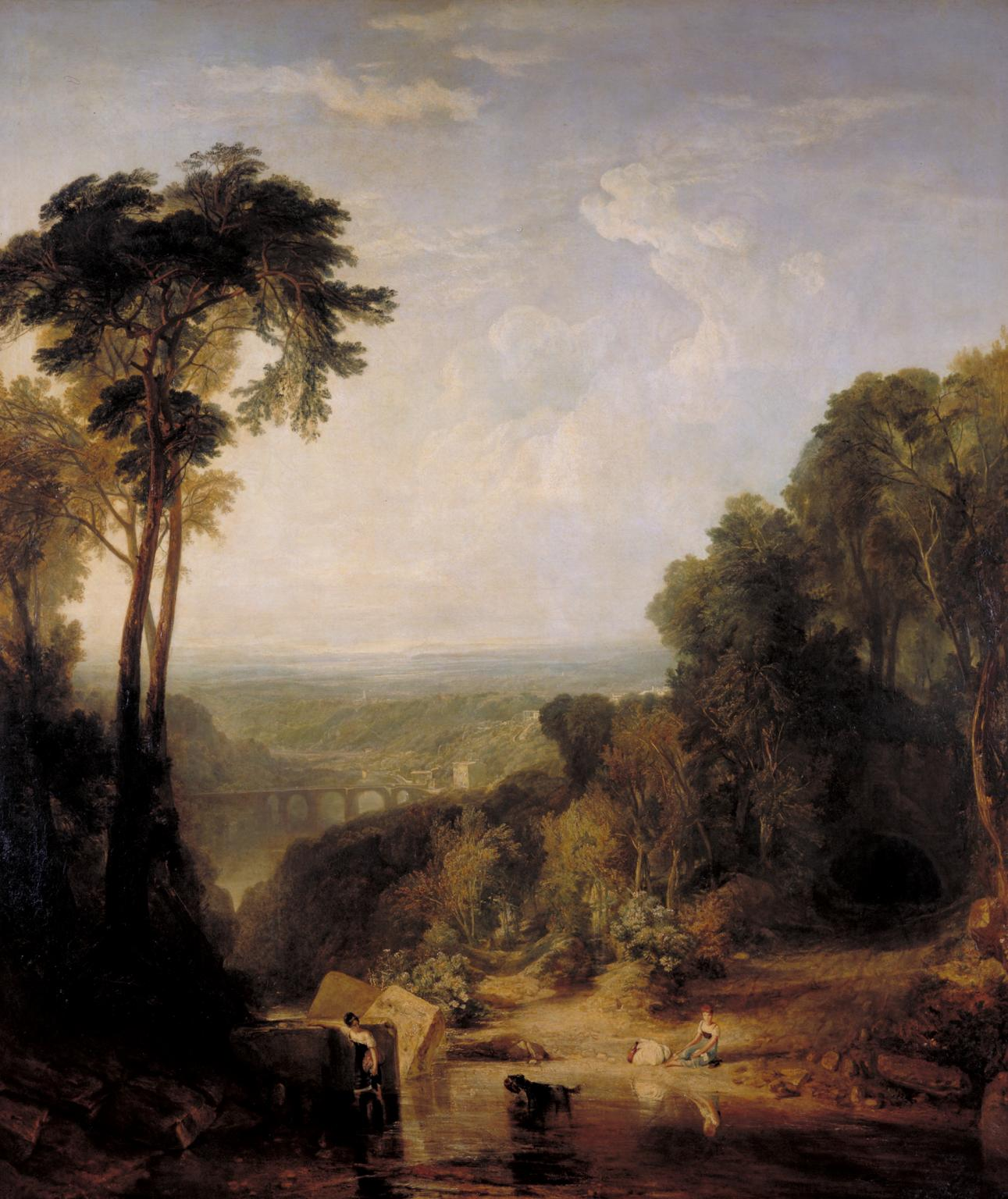
Crossing the Brook, 1815
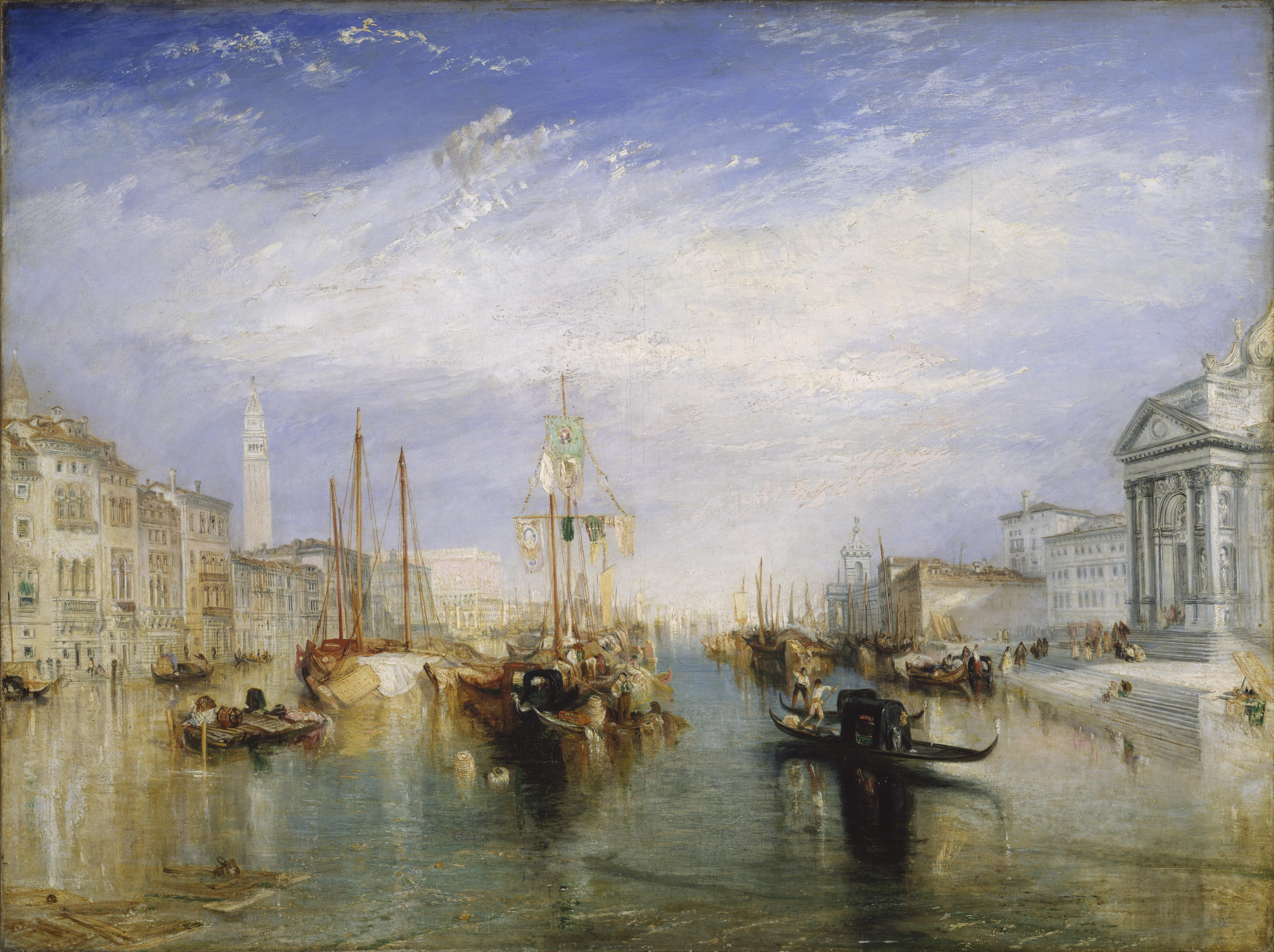
The Grand Canal, 1835
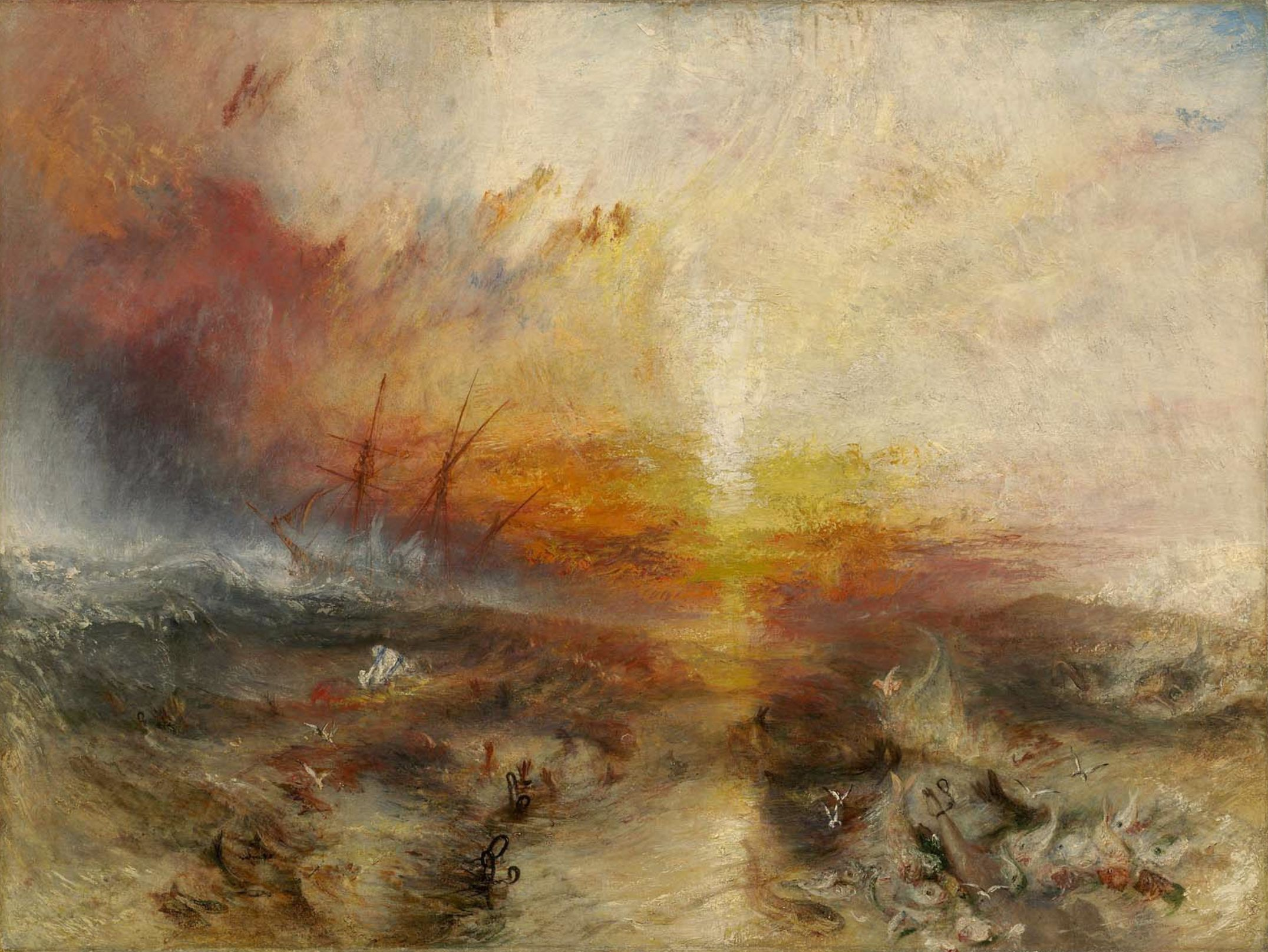
The Slave Ship, 1840
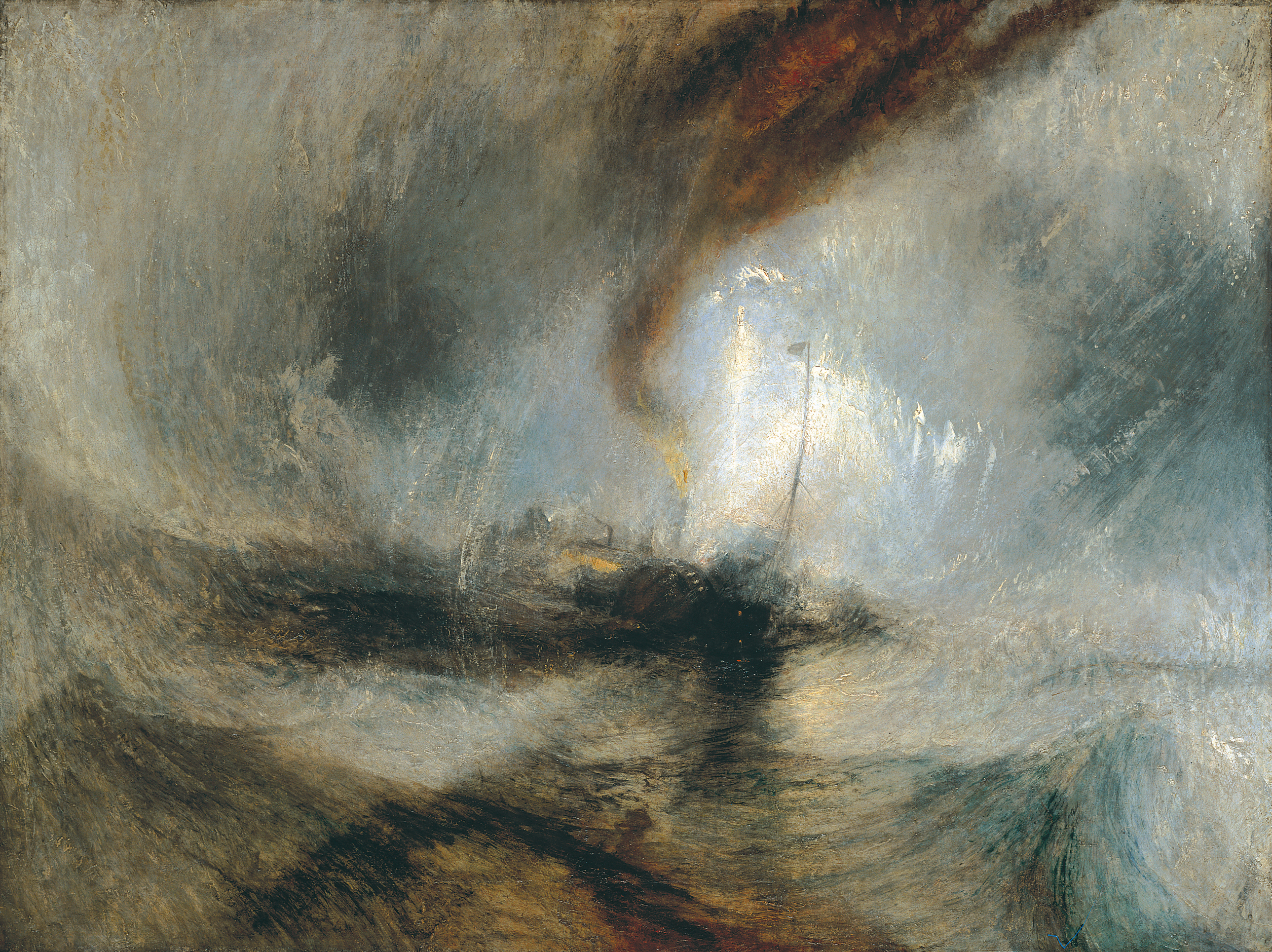
Snow Storm - Steam-Boat off a Harbour's Mouth, 1842

## Overzicht van zijn werk
- 1796 - Fishermen at Sea, olieverf op doek - Tate Gallery, Londen
- 1798 - Morning Amongst the Coniston Fells, Cumberland, olieverf op doek - Tate Gallery, Londen
- 1799 - Warkworth Castle, Northumberland - Thunder Storm Approaching at Sun-Set, aquarel op papier - Victoria and Albert Museum, Londen
- 1803 - Calais pier, olieverf op doek - National Gallery, London
- 1805 - The Shipwreck, olieverf op doek - Tate Gallery, Londen
- 1806-1808 - The Battle of Trafalgar, as Seen from the Mizen Starboard Shrouds of the Victory, olieverf op doek - Tate Gallery, London
- 1809 - London, olieverf op doek - Tate Gallery, Londen
- 1812 - Snow Storm: Hannibal and His Army Crossing the Alps, olieverf op doek - Tate Gallery, Londen
- 1813 - Frosty Morning, olieverf op doek - Tate Gallery, Londen
- 1814 - The Mew Stone at the Entrance of Plymouth Sound, aquarel op papier - National Gallery of Ireland, Dublin
- 1815 - Crossing the Brook, olieverf op doek - Tate Gallery, Londen
- 1816 - Pendennis Castle, Cornwall; Scene after a Wreck, aquarel op papier - Privécollectie, VK
- 1816 - The Vale of Ashburnham, aquarel op papier - British Museum, Londen
- 1817 - The Decline of the Carthaginian Empire, olieverf op doek - Tate Gallery, Londen
- 1818 - The Field of Waterloo, olieverf op doek - Tate Gallery, Londen
- 1818 - Dort or Dordrecht: The Dort packet-boat from Rotterdam becalmed, olieverf op canvas - Yale Center for British Art, Paul Mellon Collection; New Haven, Connecticut, VS
- 1820 - Rome, from the Vatican, Raffaelle, Accompanied by La Fornarina, Preparing His Pictures for the Decoration of the Loggia, olieverf op doek - Tate Gallery, Londen
- 1822 - The Battle of Trafalgar, olieverf op doek - National Maritime Museum, Greenwich, Londen
- 1823 - Childe Harold's Pilgrimage, olieverf op doek - Tate Gallery, Londen
- 1823 - Rye, Sussex, aquarel op papier - National Museum Cardiff, Cardiff
- 1823 - A Storm (Shipwreck), aquarel op papier - British Museum, Londen
- 1824 - Arundel Castle, with Rainbow, aquarel op papier - British Museum, Londen
- 1825 - Shipwreck off Hastings, aquarel op papier - National Gallery of Ireland, Dublin
- 1825 - Rivaulx Abbey, Yorkshire, aquarel op papier - Privécollectie, VK
- 1825-1826 - Fall of the Tees, Yorkshire, aquarel op papier - Privécollectie, VK
- 1825-1828 - Stonehenge, aquarel op papier - Privécollectie, VK
- 1825-1828 - Alnwick Castle, Northumberland, aquarel op papier - National Gallery of South Australia, Adelaide
- 1827 - Cowes, Isle of Wight, aquarel op papier - Privécollectie, VK
- 1828 - Carisbrook Castle, Isle of Wight, aquarel op papier - Privécollectie, VK
- 1828 - Chichester Canal, olieverf op doek - Tate Gallery, Londen
- 1828 - A Ship Aground, olieverf op doek - Tate Gallery, Londen
- 1828-1837 - Regulus, olieverf op doek - Tate Gallery, Londen
- c. 1830 - View of Saint-Germain-en-Laye and Its Chateau, aquarel op papier - Louvre, Parijs
- 1831 - Caligula's Palace and Bridge, olieverf op doek - Tate Gallery, Londen
- 1833 - Bridge of Sighs, Ducal Palace and Custom-House, Venice: Canaletti Painting, olieverf op doek - Tate Gallery, Londen
- 1834-1835 - Longships Lighthouse, Lands End, aquarel op papier - Privécollectie, VK
- 1835 - Fire at Sea, olieverf op doek - Tate Gallery, Londen
- 1835 - Yacht Approaching the Coast, olieverf op doek - Tate Gallery, Londen
- 1835 - The Burning of the Houses of Lords and Commons, olieverf op doek - Philadelphia Museum of Art, Philadelphia
- 1835 - The Grand Canal, Venice, olieverf op doek - Metropolitan Museum of Art, New York
- 1838 - The Fighting Temeraire Tugged to Her Last Berth to Be Broken up, olieverf op doek - National Gallery, Londen
- 1838 - Flint Castle, aquarel op doek - Privécollectie in Japan
- 1839 - Ancient Rome; Agrippina Landing with the Ashes of Germanicus, olieverf op doek - Tate Gallery, Londen
- c. 1839 - Dinant sur Meuse, aquarel op papier - Tate Gallery, Londen
- 1840 - Slave Ship (Slavers Throwing Overboard the Dead and Dying, Typhoon Coming On), olieverf op doek - Museum of Fine Arts, Boston
- 1840 - Clouds and water, olieverf op doek - Museum De Fundatie, Zwolle
- 1842 - Fishing Boats with Hucksters Bargaining for Fish, olieverf op doek - Art Institute of Chicago, Chicago
- 1842 - Peace - Burial at Sea, olieverf op doek - Tate Gallery, Londen
- 1842 - The Dogana, San Giorgio, Citella, From the Steps of the Europa, olieverf op doek - Tate Gallery, Londen
- 1842 - Snow Storm - Steam-Boat off a Harbour's Mouth, olieverf op doek - Tate Gallery, Londen
- 1843 - Light and Colour (Goethe's Theory) - The Morning after the Deluge - Moses Writing the Book of Genesis, olieverf op doek - Tate Gallery, Londen
- 1844 - Rain, Steam and Speed - The Great Western Railway, olieverf op doek - National Gallery, Londen
- 1845 - Landscape with a River and a Bay in the Background, olieverf op doek - Louvre, Parijs
- 1845 - Whalers, olieverf op doek - Tate Gallery, Londen
- 1846 - The Angel, Standing in the Sun, olieverf op doek - Tate Gallery, Londen
- 1850 - Mercury Sent to Admonish Aeneas, olieverf op doek - Tate Gallery, Londen

## Trivia
- De gefortuneerde Belgische kunstverzamelaar baron Guy Ullens de Schooten (1935) zette zijn 14 Turners in de vitrine door ze medio 2007 te laten veilen bij Sotheby's in Londen. Ullens had het geld nodig voor andere plannen, zoals de bouw van zijn "Ullens Center for Contemporary Art" (UCCA) in Peking dat begin november 2007 zijn deuren opende. De Turnercollectie van Ullens omvat de gehele carrière van Turner van vroegnaturalistische tot laatimpressionistische vergezichten. De veiling bracht $ 21 miljoen op.
- In 2014 kwam de Britse film Mr. Turner uit, die handelde over de laatste 25 jaar van Turners leven.